# Robin Friday
Pour les articles homonymes, voir Friday.
Robin Friday est un footballeur anglais, né le 27 juillet 1952 à Acton en Londres et mort le 22 décembre 1990 dans le même quartier. Évoluant au poste d'avant-centre, il est principalement connu pour ses saisons à Reading et à Cardiff City ainsi que pour son mode de vie et son tempérament compliqués.

## Biographie

### Enfance et formation
Natif du district d'Acton à Londres, il a un frère jumeau, Tony. Son grand-père maternel, Frederick Riding, a joué professionnellement au football avant la Seconde Guerre mondiale, à Brentford.
Robin Friday attire l'attention de nombreuses équipes de Londres, intégrant l'école d'excellence de Crystal Palace à l'âge de 12 ans, puis celle de QPR un an plus tard avant de rejoindre celle de Chelsea. Toutefois, son style de jeu qualifié de trop personnel et son manque de volonté d'en changer font qu'à chaque fois ses formateurs perdent patience avec lui.
À 15 ans, il connaît ses premiers problèmes avec la drogue et quitte définitivement l'école et commence une formation comme plâtrier. Il enchaîne alors plusieurs petits boulots comme livreur ou nettoyeur de vitres et se retrouve impliqué dans de nombreuses affaires de vol, ce qui lui vaudra d'être envoyé en maison de correction pour 14 mois. Il y reprendra le football avec une plus grande implication, ce qui lui permettra d'obtenir l'autorisation de quitter la maison de correction pour s'entraîner avec l'équipe de jeunes de Reading.
Après la fin de sa peine, il retourne à Londres et se marie avec Maxine Doughan alors qu'ils n'ont tous les deux que 17 ans et deviendra père d'une fille nommée Nicola peu de temps après. Il connait alors sa première expérience avec un club de football senior, en mars 1971, avec Walthamstow Avenue (en), qui joue en Isthmian Football League et où il est engagé pour 10 £ par semaine.

### Carrière en amateur
En décembre 1971, il est engagé par Hayes (en), après avoir marqué un doublé contre eux avec Walthamstow Avenue (en). Son nouveau salaire y est de 30 £ la semaine. En juillet 1972, il connaît un grave accident de travail qui aurait pu être fatal et c'est de manière assez miraculeuse qu'il est capable de rejouer au football dès octobre 1972. Le 9 décembre 1972, son club joue contre l'équipe professionnelle de Reading au second tour de la FA Cup. Malgré l'élimination (0-0 puis 1-0 pour Reading lors du match à rejouer), la performance de Friday attire l'attention de Charlie Hurley, l'entraîneur des Royals. Il vient alors plusieurs fois assister à des rencontres de Hayes (en) et est à la fois impressionné par ses performances sur le terrain et très refroidi par tout ce qu'il apprend de son comportement et de son hygiène de vie.
Pour la saison 1973-74, après avoir rejoint brièvement le club d'Enfield (en), il revient à Hayes (en) et reçoit une offre du club professionnel de troisième division Watford, mais il choisit de s'engager pour le club qui le suivait déjà depuis quelque temps, Reading qui jouait alors en quatrième division. Le transfert se fait en janvier 1974 pour un montant de 750 £. Il avait alors marqué un total de 46 buts en 67 matches pour Hayes (en) et avait été expulsé 7 fois.

### Carrière professionnelle

#### Reading
Recruté par Reading sur la base d'un contrat de stagiaire, il joue son premier match avec son nouveau club le 27 janvier 1974 contre Northampton Town (match nul 3-3) et inscrit son premier but la semaine suivante, le 3 février 1974, pour une défaite 1-2 contre Barnsley. Ces deux matches achèvent de convaincre le club qui lui propose un véritable contrat professionnel, qu'il signe le 6 février 1974.
Il fête son premier match en tant que professionnel la semaine suivante par un doublé contre Exeter City, le 10 février 1974, pour une victoire 4-1. Ses premiers temps à Reading sont marqués par une grande réussite et le club, qui se morfondait quelque peu, reprend alors un panache formidable. Malheureusement, son comportement en dehors du terrain vient de nouveau interférer dans sa carrière, et en tout premier lieu, sa grande consommation d'alcool, notamment de malt liquor dont sa préférée, la Colt 45 (en), et ses frasques dans les pubs et les boîtes de nuit de Reading.
Le club termine la saison 1973-1974 à la sixième place, soit tout proche des places qualificatives pour les play-offs de promotion. Pendant l'intersaison, Friday subit une opération pour lui retirer les tatouages qu'il avait sur les doigts et rejoint une communauté hippie dans les Cornouailles. Il y reste quelque temps, manquant d'ailleurs la reprise de l'entraînement sans avoir pensé à prévenir son club. Ses premiers matches de la nouvelle saison continuent à l'installer comme une star de sa division, attirant même l'intérêt de clubs très huppés comme Sheffield United ou Arsenal, Bertie Mee se déplaçant même pour superviser un de ses matches le 12 septembre 1974, contre Rotherham United (victoire 4-2), mais sans que cela ne débouche sur un contact plus poussé.
Lors de la saison 1974-1975, il termine meilleur buteur du club avec 20 buts inscrits (dont 18 en championnat) et est élu Meilleur joueur du club par les supporteurs. Reading termina à la septième place. Ses performances ne laissent pas les journalistes du Reading Evening Post (en) insensibles, le glorifiant pour son talent mais le récusant pour sa très mauvaise discipline et les nombreux cartons qu’il a reçus.
La saison 1975-1976 est celle de la confirmation pour Friday et pour Reading. L’attaquant continue à empiler les buts et à attirer l’attention de clubs plus huppés (Cardiff City fait ainsi une offre d'un montant de 60,000 £ plus l’international gallois Derek Showers (en), offre que Reading refuse).
Le 31 mars 1976, à l’occasion d’un match crucial pour la montée, entre Reading alors quatrième et Tranmere Rovers alors troisième, match remporté 5-0 par Reading, Friday inscrit un but resté dans les mémoires.
À la réception d’une transversale de son coéquipier Gary Peters (en), excentré sur le côté gauche à 25-30 mètres des buts adverses, il enchaîne un contrôle de la poitrine par une reprise de volée acrobatique, à hauteur des épaules, d’une rare violence et qui va terminer sa course dans la lucarne opposée du gardien adverse.
Le public est en transe et même l’arbitre, le pourtant très expérimenté Clive Thomas, déclare : ‘’Je n’oublierai jamais ce but. C’est surtout la férocité de cette reprise de volée. Si le ballon, au lieu d’aller en lucarne, avait frappé les montants, il les aurait brisés. Même comparé à Pelé ou à Cruyff, il s’agit du plus beau but que j’ai vu.’’ Alors qu’il était en train de répéter ces compliments à Friday après le match, l’attaquant lui répond : ‘’Vraiment ? Vous devriez venir ici plus souvent, je fais ça chaque semaine.’’
Le 21 avril 1976, après un match nul 2-2 à l’extérieur contre Cambridge United, Reading obtient officiellement sa promotion en troisième division. Comme l’année précédente, Friday termine meilleur buteur du club (21 buts dont 20 en quatrième division) et est élu Meilleur joueur du club par les supporteurs.
Après l’obtention de la promotion, les joueurs de Reading sont très déçus des propositions de revalorisation salariales faites par le club, notamment Friday qui demande alors à être transféré. Des négociations permettent alors de trouver un terrain d’entente et le 5 août 1976, Friday retire sa demande de transfert.
Trois jours plus tard, ayant officiellement divorcé de Maxine Doughan, il se remarie avec Liza Demiel, jeune femme diplômée de l’université de Reading. 200 personnes environ sont invitées (principalement des amis londoniens de Friday) et beaucoup d’alcool et de drogue sont consommés, la soirée se terminant en bagarre générale et les invités partant en dérobant les cadeaux de mariage, au nombre desquels on avait pu compter une grande quantité de cannabis.
Quand la saison 1976-1977 démarre, il est évident pour les membres du club que Friday avait enchaîné les excès durant l’intersaison et que sa forme était pitoyable. Il manque énormément les entraînements et sa réputation commence à en pâtir. Même ses partenaires se plaignent de son comportement. Charlie Hurley, le manager de Reading se décide alors à vendre Friday tant que sa cote n’était pas trop entamée.
Des clubs de première division, notamment QPR et West Ham United prennent contact avec Reading mais ne concrétisent pas leurs approches, craignant ne pas réussir à gérer sa personnalité et ses addictions.
Les approches discrètes et les contacts officieux n’ayant pas abouti, le 28 octobre 1976, Charlie Hurley se résout, à la demande de Friday, de placer celui-ci de manière publique sur la liste des transferts.
Durant les deux mois de novembre et de décembre 1976, beaucoup de managers et de recruteurs viennent superviser Friday, qui est alors dans une méforme totale. Alors que Reading avait fixé un prix de 50,000 £, ils reçoivent une proposition de Cardiff City d’un montant de 28,000 £. Alors que Reading avait refusé un an auparavant une proposition du même club d’un montant de 60,000 £, cette fois-ci ils acceptent, voulant conclure au plus tôt un départ qui commençait à créer un point de crispation dans l’équipe et se séparer d’un joueur ingérable.
Friday commence par refuser le transfert, prétextant que Cardiff était trop éloigné de Londres, qu'il voulait intégrer un club de première division et qu'il désirait plus d'argent que ce qu'on lui offrait. Charlie Hurley lui dit alors que s'il n'acceptait pas le transfert, il annulerait son contrat et se retrouverait sans club, ce qui convainc Friday d'accepter.

#### Cardiff City
Il rejoint son nouveau club et emprunte le train pour se rendre jusqu'à la capitale galloise, mais il est arrêté par la British Transport Police dès son arrivée à la gare de Cardiff Central car il avait fait le voyage avec uniquement un ticket de quai. Jimmy Andrews, le manager de Cardiff City qui l'avait engagé, va alors le chercher au commissariat et le ramène jusqu'au Ninian Park pour la signature de son contrat.
Malgré cette première péripétie et la réputation compliquée de Friday, Jimmy Andrews reste persuadé d'avoir accompli un énorme coup en le signant pour une somme si peu élevée. Le premier match de Friday sous ses nouvelles couleurs, le 1er janvier 1977 contre le Fulham du grand Bobby Moore, le conforte avec une victoire 3-0 et un doublé de Friday.
Malheureusement, sa forme décline peu après ses débuts en fanfare et son style de vie empiète de nouveau sur ses performances. Il n'était pas rare que dès le match fini, Friday parte et ne revienne que pour le match suivant, ne venant pas aux entraînements. Entre deux matches, personne au club n'avait de nouvelles de lui, et alors qu'il est censé habiter à Bristol, quand les responsables du club y allèrent, ils trouvèrent une maison dans laquelle de toute évidence personne ne résidait.
Alors que Charlie Hurley arrivait encore à faire entendre sa voix à Friday, il devient rapidement clair que Jimmy Andrews n'avait aucune emprise sur lui. Friday va même trouver, à cette période, Hurley au Elm Park pour lui demander de le reprendre, mais sans succès.
La saison ne se déroule bien ni pour Friday ni pour Cardiff City, même si, le 16 avril 1977, Friday réalise une nouvelle prouesse. Alors que son club, qui luttait pour éviter la relégation, recevait Luton Town qui, lui, luttait pour la promotion, Friday a des échanges musclés avec Milija Aleksic (en), le gardien adverse. À la 36e minute, Friday est sanctionné par l'arbitre pour une charge appuyée sur le gardien. Il va s'excuser auprès du gardien en lui tendant la main mais celui-ci a un geste d'humeur, ce qui a le don de mettre en rage Friday. Ne réagissant pas immédiatement, il donne sa réponse sur le terrain. Quand le coup franc est joué par Luton Town, Friday se précipite, reprend la balle dans les pieds du défenseur John Faulkner (en), court vers Aleksic (en), le dribble et pousse le ballon dans les buts juste devant lui. En célébrant son but, il nargue ostentatoirement Aleksic (en) lui adressant le signe V. Cardiff City remporte finalement le match 4-2 et réussit à ne pas être relégué à la fin de la saison, se sauvant uniquement grâce à la différence de buts.
Il ne se présente pas à la reprise de l'entraînement de Cardiff City pour la saison 1977-1978, ne donnant aucune nouvelle jusqu'en octobre où il réapparaît sans prévenir. Il indique qu'il avait souffert d'hépatite et qu'il était resté hospitalisé à Londres mais les tests médicaux que lui font passer Cardiff City prouvent que non.
Il joue finalement son premier match de la saison le 29 octobre 1977, sur le terrain de Brighton & Hove Albion. Frustré du marquage impitoyable qu'il subit de la part du défenseur adverse, Mark Lawrenson, il profite de ce que celui-ci est au sol après l'avoir tacler pour lui donner un coup de pied au visage et est donc logiquement exclu par l'arbitre. Ceci a le don d'énerver Jimmy Andrews qui place Friday sur la liste des transferts. Après avoir purgé trois matches de suspension, il rejoue une dernière fois pour Cardiff City le 10 décembre 1977 pour une défaite 6-3 sur le terrain de Bolton Wanderers avant que, le 20 décembre 1977, il indique à Andrews sa volonté de prendre sa retraite. Cardiff City saisit l'occasion et le libère immédiatement de son contrat.

### Après le football
Divorcé de sa deuxième femme (avec qui il avait eu une fille) à cette même époque, Friday retourne alors à Londres et retrouve du travail dans les activités manuelles qu'il avait effectuées alors qu'il jouait en amateur. Peu de temps après son départ en retraite, une pétition signée par 3 000 supporteurs de Reading est apportée au nouveau manager, Maurice Evans (en), pour demander que le club tente de signer Friday. Celui-ci essaye alors effectivement, mais en vain, de faire revenir Friday sur sa décision.
Toutefois, des fourmis dans les jambes lui viennent et il fait un stage de préparation avec l'équipe de Brentford avant le début de la saison 1978-1979. Mais il trouve que sa forme physique est trop mauvaise et il ne tente pas d'aller plus loin. Il se marie une troisième fois en 1980 mais divorce de nouveau trois ans plus tard. Il retourne ensuite vivre chez ses parents qui lui trouvent un appartement auprès de la Housing association, près de chez eux, à Acton. Il purge une courte peine de prison pour s'être fait passer pour un agent de police dans le but de se fournir de la drogue. Il est finalement retrouvé mort d'une crise cardiaque dans son appartement le 22 décembre 1990, à l'âge de 38 ans. Cette crise cardiaque pourrait avoir été provoquée par une overdose d'héroïne.

## Postérité
Friday est souvent cité comme un talent à l'état brut ou un trésor caché, comme le prouve le titre de sa biographie The Greatest Footballer You Never Saw, écrite par Paolo Hewitt et Paul McGuigan (qui est par ailleurs le bassiste d'Oasis). Un autre groupe de rock, Super Furry Animals, originaire de Cardiff, a rendu hommage à Friday, en choisissant une photo du signe V de Friday à l'attention d'Aleksic (en) comme couverture de leur single, The Man Don't Give a Fuck (en) qui est dédié à sa mémoire.
Un sondage fait par Reading parmi les supporteurs du club en 1999 lui vaut d'être nommé Joueur du millénaire du club. Lors d'un nouveau sondage mené par la BBC en 2004 auprès de tous clubs anglais pour que les supporteurs de ceux-ci nomment leurs joueurs préférés, il est à la première place à la fois pour Reading et pour Cardiff City, (il est d'ailleurs le seul joueur à apparaître dans le top 3 de deux clubs différents).
En 2007, un nouveau sondage fait parmi les supporteurs de Reading confirme sa place de numéro 1. Il est classé à la 4e position d'une liste de « mauvais garçons du football » faite par Channel 4 en août 2007 et à la 8e place d'une liste des « talents gâchés » par Football365 en 2010.
Son ancien manager Jimmy Andrews a déclaré qu'il était du niveau d'Alan Shearer, alors que Maurice Evans (en) ainsi que son ancien coéquipier John Murray (en) ont déclaré qu'il aurait eu le niveau pour jouer en équipe d'Angleterre s'il avait eu une meilleure hygiène de vie.

## Palmarès

### Reading
- 3e place et promotion de D4 en D3 en 1975-76

### Cardiff City
- Coupe du pays de Galles de football : Finaliste en 1977

### Individuel
- Meilleur joueur de Reading en 1974-1975 et 1975-1976
- Meilleur buteur de Reading en 1974-1975 et 1975-1976
- Joueur du millénaire pour Reading en 1999
- Meilleur joueur de tous les temps de Reading en 2004
- Meilleur joueur de tous les temps de Cardiff City en 2004

## Statistiques
| Football League | Football League | Football League | Championnat | Championnat | FA Cup  | FA Cup | League Cup | League Cup | Coupe du Pays de Galles | Coupe du Pays de Galles | Total   | Total |
| Saison          | Club            | Division        | Matches     | Buts        | Matches | Buts   | Matches    | Buts       | Matches                 | Buts                    | Matches | Buts  |
| --------------- | --------------- | --------------- | ----------- | ----------- | ------- | ------ | ---------- | ---------- | ----------------------- | ----------------------- | ------- | ----- |
| 1973–1974       | Reading         | D4              | 19          | 4           | 0       | 0      | 0          | 0          | –                       | –                       | 19      | 4     |
| 1974–1975       | Reading         | D4              | 42          | 18          | 1       | 0      | 6          | 2          | –                       | –                       | 49      | 20    |
| 1975–1976       | Reading         | D4              | 44          | 21          | 0       | 0      | 2          | 1          | –                       | –                       | 46      | 22    |
| 1976–1977       | Reading         | D3              | 16          | 3           | 2       | 2      | 3          | 2          | –                       | –                       | 21      | 7     |
| 1976–1977       | Cardiff City    | D2              | 19          | 6           | –       | –      | –          | –          | 4                       | 1                       | 23      | 7     |
| 1977–1978       | Cardiff City    | D2              | 2           | 0           | 0       | 0      | 0          | 0          | 0                       | 0                       | 2       | 0     |
| Total           | Reading         | Reading         | 121         | 46          | 3       | 2      | 11         | 5          | −                       | −                       | 135     | 53    |
| Total           | Cardiff City    | Cardiff City    | 21          | 6           | 0       | 0      | 0          | 0          | 4                       | 1                       | 25      | 7     |
| Total carrière  | Total carrière  | Total carrière  | 142         | 52          | 3       | 2      | 11         | 5          | 4                       | 1                       | 160     | 60    |